# 幾何反照率
天體的幾何反照率（英語：geometric albedo）是天體在相位角為0的實際光度（即光源）和相同橫截面在完美平面上的完全漫反射（朗伯平面）比例。
漫反射意味著反射的光不會有入射光源的各向同性。零相位角就代表延著光源的方向觀察。對於地球上的觀測者，這種狀況將會在天體位於衝或黃道上時發生。
可見光幾何反照率（visual geometric albedo）則只計算在可見光下的天體幾何反照率。

## 無大氣層天體
在太陽系中大部分天體沒有大氣層，而這些大氣層的表面物質（表岩屑）是很強烈的非朗伯反射，並且有相當強烈的相對效應，即反射光會回到光源的強列傾向，而非漫射。
這些天體的幾何反照率難以確定，因為這些天體的反射是在相位角接近0的小範圍達到強烈的高峰。而高峰的強度在每個天體都不同，並且只能在一定程度的小範圍相位角下辨識。這種量測相當困難的原因歸因於觀測者必須在非常靠近入射光源的精確位置觀測。例如在地球上從未見過月球剛好相位角是0，因為那是日食。其他的太陽系天體即使在衝的時候也不會剛好相位角為0，除非是剛好在軌道的昇交點並且在黃道上。實際狀況下，在非0小角度相位角上時的量測常做為測定定向反射比以延伸出天體的哈普克參數（Hapke parameters）。由這些參數描述的反射函數可用以外推0相位角的狀況以推測幾何反照率。
對於極為明亮的無大氣層固態天體，例如土衛二和土衛三，它們的總反照率（球面反照率）接近1。而相當強烈的相對效應和高球面反照率的結合會使幾何反照率超過1（土衛二達到1.4）。這狀況下的光是優先被反射回光源，即使是在邊緣或斜坡上這樣的低入射角區域，而朗伯表面會使輻射散射到廣大區域。超過極限值的幾何反照率代表反射回光源的每單位立體角光強度是高於任何朗伯表面的。

## 等價定義
在一個假設的平面下，幾何反照率是由輻射光柱提供表面光源，且垂直表面時表面的反照率。

## 範例
球面反照率可能比幾何反照率大或小，這取決於天體表面和大氣層狀況而定。以下是一些範例：
| 天體名稱 | 球面反照率 | 幾何反照率 |
| -------- | ---------- | ---------- |
| 水星     | 0.119      | 0.138      |
| 金星     | 0.75       | 0.84       |
| 地球     | 0.29       | 0.367      |
| 月球     | 0.123      | 0.113      |
| 火星     | 0.16       | 0.15       |
| 木星     | 0.343      | 0.52       |
| 土星     | 0.342      | 0.47       |
| 土衛二   | 0.99       | 1.4        |
| 天王星   | 0.300      | 0.51       |
| 海王星   | 0.290      | 0.41       |
| 冥王星   | 0.4        | 0.44-0.61  |